# Erick Jay
Erick Garcia ou também DJ Erick Jay (São Paulo, 05 de abril de 1980) nascido na Zona Leste de São Paulo, atuante no Hip Hop desde 1991 é o DJ mais premiado na América do Sul. 

## Biografia
Erick Jay conhecido mundialmente, tornou-se referência como DJ após conquistar 14 títulos nacionais e 5 mundiais em campeonatos de DJ. Trabalhou com grandes nomes do rap nacional como MV Bill, Black Alien, Dexter, Pregador Luo, Xis, Kamau e Edi Rock.
Junto com Black Alien participou de shows e festivais importantes pelo Brasil como Lollapalooza, Rock The Mountain, Mita, Faixa Preta, Encontro das Tribos, Coala Festival, Planeta Brasil, Sons das Ruas, Festival Timba, Wohoo Festival, Festival Sarará, Village Jockey Club, Audio Club, Universo Spanta, Breve Festival, entre outros.
Erick Jay já se apresentou na Irlanda, Inglaterra, Estados Unidos, Austrália, Nova Zelândia, Polônia, Rússia e França. Em 2024, a escola de samba Vai Vai fez uma grande homenagem a DJ Erick Jay, com um carro alegórico com sua imagem, onde desfilou junto com grandes representantes da cena do hip hop brasileiro.
É apresentador do Gringos Podcast e um dos organizadores da maior batalha de DJ's da América Latina ''Soco na Gangrena’’. Também organiza o DMC Brasil e o IDA Brasil em etapas nacionais. 
Títulos Mundiais:
* DMC World All Vinyl 2023
* DMC Battle for World Supremacy 2021
* DMC World Online Solo 2019
* DMC Battle for World Supremacy 2016
* IDA World Technical Category 2016 

Toda dedicação e talento foram recompensados também em outros prêmios e indicações como, indicação ao prêmio Global Spin Awards (espécie de Grammy para DJs) categoria South América 2012, que ocorreu em Nova York. No Brasil, recebeu o 1° Prêmio pelo Incentivo Cultura Hip Hop 2016 (Melhor DJ), Prêmio Singela Homenagem, Prêmio "Rap é Compromisso" e mais recentemente, uma homenagem especial na Assembléia Legislativa do Estado de São Paulo pelo Dia Internacional do DJ.